# 386 a.C.
Il 386 a.C. (CCCLXXXVI a.C. in numeri romani) è un anno  del IV secolo a.C.

## Eventi
- Dionisio I tiranno di Siracusa conquista Rhegion e impone alleanze alle maggiori città della Magna Grecia.
- Roma
  - Tribuni consolari Publio Valerio Potito Publicola, Quinto Servilio Fidenate, Marco Furio Camillo, Lucio Orazio Pulvillo, Lucio Quinzio Cincinnato Capitolino e Servio Cornelio Maluginense

## Nati
- Mitridate II di Cio († 302 a.C.)